# PRIDE 16
PRIDE 16: Beasts from the East fue un evento de artes marciales mixtas producido por PRIDE Fighting Championships, celebrado el 24 de septiembre de 2001 en el Osaka-jō Hall de Osaka.